# Gedser Fuglestation
Gedser Fuglestation er en fuglestation beliggende ved Gedser Fyr i udkanten Gedser.